# Can Mont
Can Mont és un edifici del municipi de Tossa de Mar (Selva). És una construcció de tres plantes amb coberta a dues aigües de vessants a façana i complementada amb un ràfec prominent constituït per tres fileres: la primera de rajola plana, la segona de teula i la tercera de teula girada. L'immoble està ubicat en un dels centres neuràlgics de la Vila Nova com és el carrer Sant Miquel. Tot i això també comunica amb el carrer Pintora Lola Bech, amb el qual fa cantonada. Forma part de l'Inventari del Patrimoni Arquitectònic de Catalunya.

## Descripció
La planta baixa consta de dues obertures a destacar especialment el gran portal quadrangular d'accés amb llinda monolítica i muntants de pedra ben escairats. Aquest portal sobresurt especialment per dos factors: per una banda, per la data gravada en la llinda - 1764-, mentre que per l'altra, pel sumptuós tractament que s'ha sotmès la porta, la qual està treballada en un repujat de fusta. Concretament en la part esquerra superior, s'observa un relleu molt atractiu constituït per garlandes i motius florals.
En el primer pis trobem dues obertures de similar tipologia, és a dir dues finestres quadrangulars amb llinda monolítica, muntants de pedra i ampit treballat. El segon pis està constituït per dues obertures. La primera adopta les mateixes característiques que acabem de veure en el pis anterior, és a dir quadrangular amb llinda monolítica, muntants de pedra i ampit treballat. La segona no ha rebut cap tractament singular a destacar.